# 林柏栄門入
林 柏栄門入（はやし はくえいもんにゅう、1805年（文化2年） - 1864年12月16日（元治元年11月18日））は、江戸時代の囲碁棋士で、家元林家の十二世林門入、七段。十一世林元美の子で、元の名は柏悦、後に柏栄に改める。御城碁では最後の対局となる1863年(文久3年)まで、本因坊烈元に次ぐ35局を務めた。「力段に及ばず」と評されたが、早碁を得意とした。

## 経歴
元美の実子と養子との説がある。16歳まで成田山新勝寺で小姓を務め、1822年(文政5年)18歳の時に跡目、初段となって御城碁を務める。1828年(文政11年)に柏栄と改名。1832年(天保3年)頃五段。1839年(天保10年)頃六段。1848年(嘉永元年)七段。1849年(嘉永2年)に元美隠居に伴い、家督を継いで十二世林門入となる。
当時、山来珍平（五段）、熱田藤吉（五段）、高塩慶治、など多くの門人がいたが、1856年(安政3年)に高塩慶治を跡目に定め林有美として、御城碁に出仕させる。有美は六段まで昇段したが、1862年(文久2年)30歳で夭逝。そのため本因坊秀和の次男で11歳の土屋平次郎を養子に迎えて、林秀栄とする。1864年(元治元年)死去、浅草快楽院に葬られる。翌1865年(慶応元年)に14歳の秀栄が家督を継いだ。
本因坊丈策時代の碁界三美男は太田雄蔵、竹川惣和、林門入と言われ、小姓の頃に成田屋海老蔵から養子にしたいと申し込まれたほどという。また将軍家御好み碁で秀和と1日に4局打って打ち分けとしたことがあり、早碁が得意と言われた。

### 御城碁戦績
- 1822年（文政5年） 三子9目負 服部因淑
- 1823年（文政6年） 三子中押勝 本因坊丈和
- 1824年（文政7年） 三子9目勝 安井知得仙知
- 1825年（文政8年） 二子中押負 井上幻庵因碩
- 1826年（文政9年） 二子14目勝 服部因淑
- 1827年（文政10年） 白番6目負 安井俊哲
- 1828年（文政11年） 二子6目勝 本因坊丈和
- 1831年（天保2年） 二子10目勝 安井知得仙知
- 1832年（天保3年） 二子中押勝 井上幻庵因碩
- 1833年（天保4年） 先番中押負 安井俊哲
- 1835年（天保6年） 白番9目負 服部雄節
- 1837年（天保8年） 先番中押負 本因坊丈策
- 1838年（天保9年） 白番5目負 安井算知
- 1839年（天保10年） 先番中押負 阪口仙得
- 1840年（天保11年） 先番中押勝 安井算知、白番3目負 阪口仙得
- 1841年（天保12年） 白番中押勝 本因坊丈策
- 1842年（天保13年） 先番中押負 本因坊秀和
- 1843年（天保14年） 先番中押負 本因坊丈策
- 1844年（弘化元年） 先番中押負 阪口仙得、先番4目負 本因坊秀和
- 1845年（弘化2年） 白番6目勝 安井算知、白番4目勝 本因坊丈策
- 1849年（嘉永2年） 先番中押負 伊藤松和、先番中押負 本因坊秀和
- 1851年（嘉永4年） 白番7目負 本因坊秀策、白番3目負 井上松本因碩
- 1852年（嘉永5年） 白番中押負 安井算知、先番12目負 阪口仙得
- 1853年（嘉永6年） 白番中押負 伊藤松和、白番中押負 阪口仙得
- 1859年（安政6年） 先番7目負 伊藤松和
- 1860年（万延元年） 向三子中押負 安井算英
- 1861年（文久元年） 先番中押負 本因坊秀策
- 1863年（文久3年） 向二子2目負 安井算英